# Elateridarium
Elateridarium – czeskie, internetowe czasopismo naukowe publikujące w dziedzinie koleopterologii.
Czasopismo to wydawane jest przez. Ukazuje się od 2007 roku, a jego poprzednikiem był biuletyn Elater, którego pierwszy numer ukazał się w 1988 roku, a kolejne trzy w latach 1997–1998. Wychodzi raz do roku. Publikuje prace badawcze dotyczące chrząszczy z nadrodziny sprężyków (Elateroidea), zwłaszcza poświęcone ochronie ich i zamieszkiwanych przez nie biotopów.
Pismo indeksowane jest przez Zoological Record i archiwizowane w czeskiej Bibliotece Narodowej.